# 约翰·洛弗尔
约翰·C·洛弗尔（英語：John C. Lovell，1967年10月11日—），美国男子帆船运动员。他曾代表美国参加1996年、2000年、2004年和2008年夏季奥林匹克运动会帆船比赛，其中2004年夏季奥运会获得一枚银牌。